# Taktakenéz
Taktakenéz là một thị trấn thuộc hạt Borsod-Abaúj-Zemplén, Hungary. Thị trấn này có diện tích 19,74 km², dân số năm 2010 là 1263 người, mật độ 64 người/km².